# Centrosaurus
Centrosaurus ("Skarpspetsad ödla"), är ett släkte med tungbyggda, behornade dinosaurier, nära besläktade med den mer berömda Triceratops. Centrosaurus har liksom andra ceratopsider påträffats i Nordamerika, och är känd från ett stort utbud med fossil, framför allt påträffade Alberta, där den tros ha levt under Yngre Krita för omkring 75 miljoner år sedan.

## Upptäckt och fossil

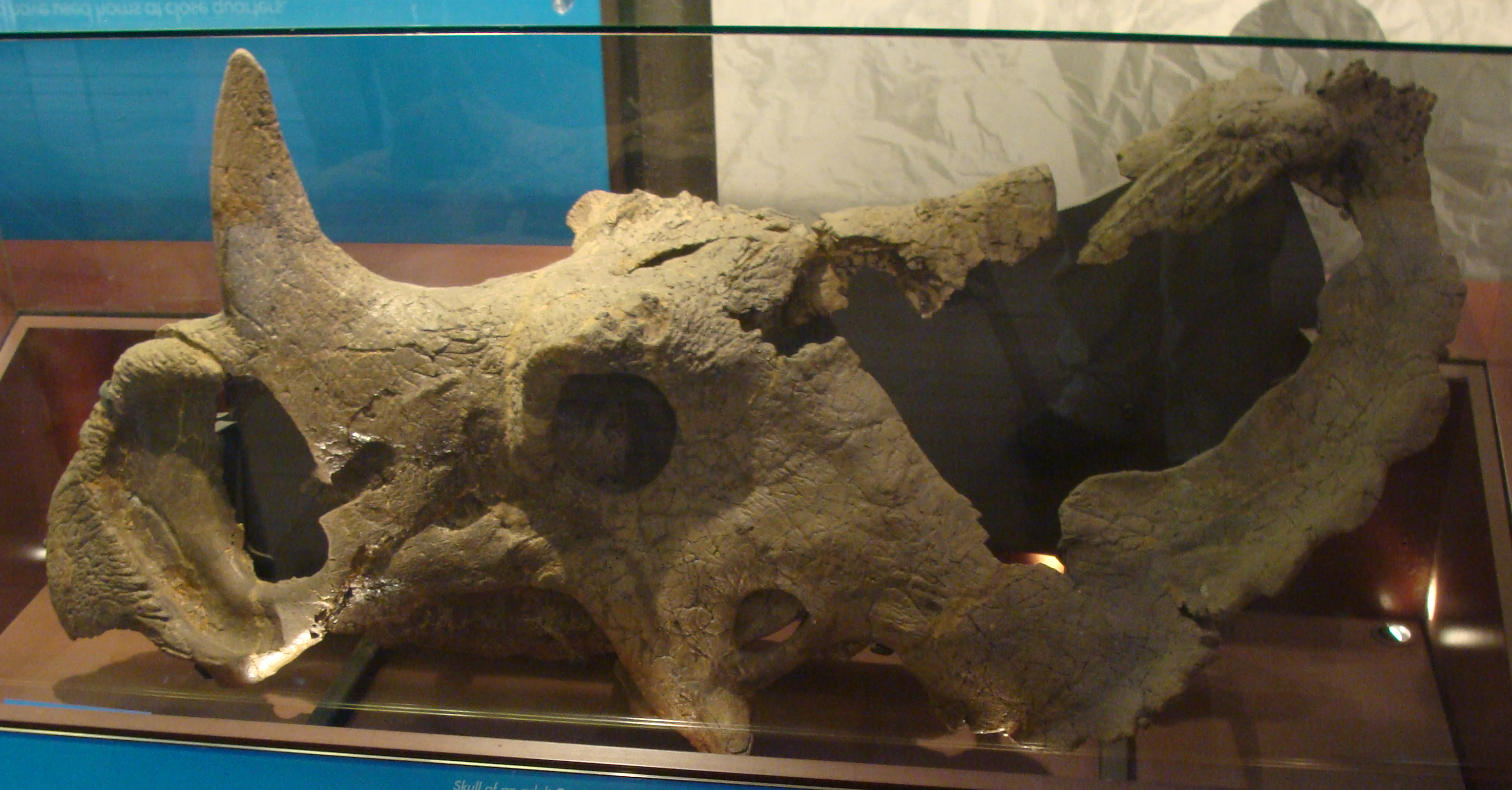
Skalle av Centrosaurus på Natural History Museum, London.

Centrosaurus beskrevs av Lawrence M. Lambe 1904. Den är känd från många välbevarade delar, inklusive skallar.
Liksom många andra ceratopsider är Centrosaurus känd från stora benbäddar med fossil. Hittills har man påträffat minst 20 benbäddar efter Centrosaurus, bland annat längsmed Red Deer River En av dessa är påträffad i Dinosaur Provincial Park i Alberta, och innehåller runt 200 individer.
2010 rapporterades en annan stor benbädd, som kommit i dagen i närheten av Hilda, södra Alberta. Den täcker en yta av minst 2,3 km², och innehåller tusentals ben efter Centrosaurus. De tros ha färdats i stora hjordar på hundratals djur genom ett kustområde som översvämmats under stormar, vilket resulterat i att djuren drunknat. Detta kan vara en av de största benbäddarna med dinosauriefossil i världen.

## Beskrivning

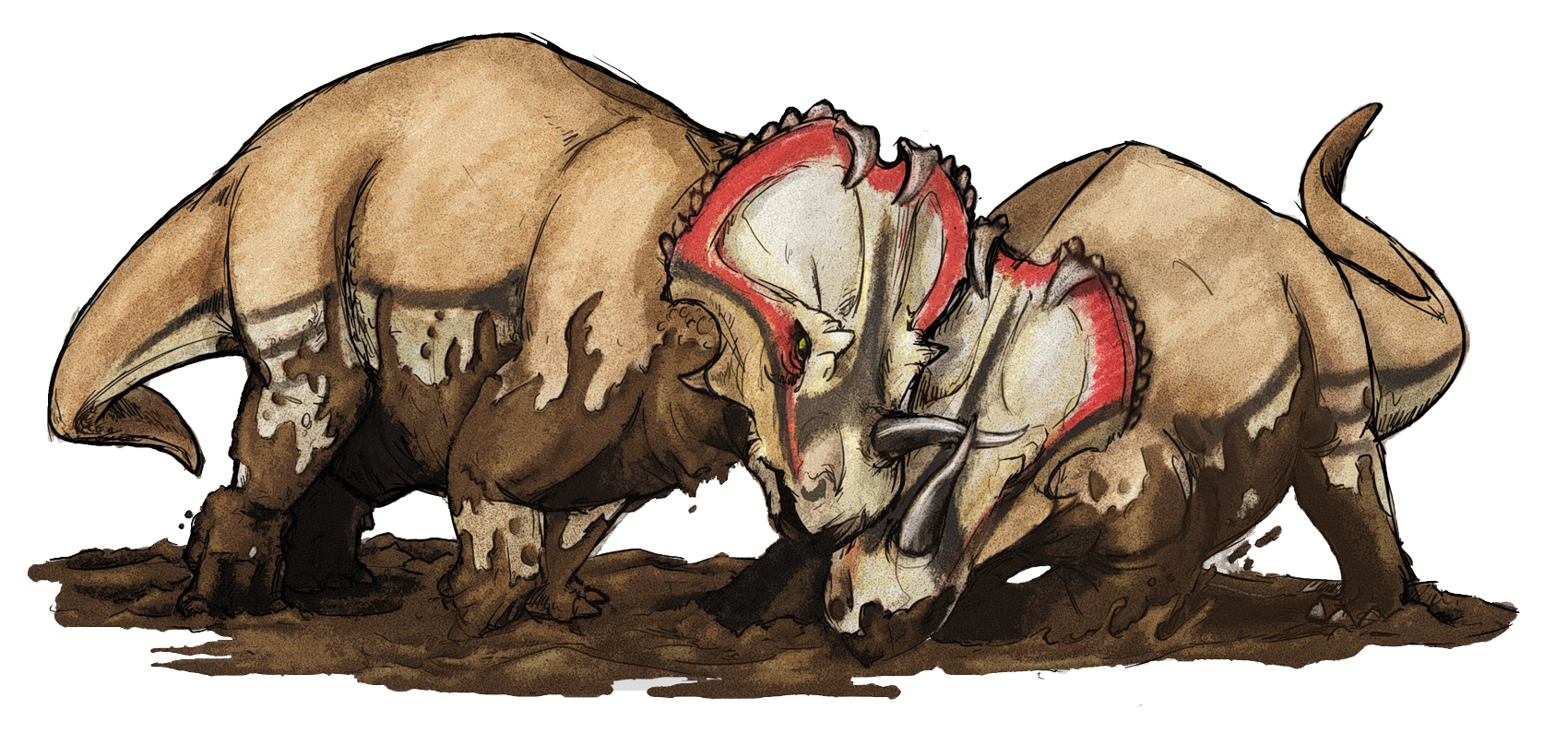
Centrosaurus stångas i en lerpöl.

Centrosaurus hade ceratopsiernas karaktäristiska kroppsbyggnad, det var ett tungt byggt fyrfotat djur med relativt kort svans och mycket stor skalle, med en krage av ben som växte ut från bakhuvudet och täckte nacken. Munnen var utformad till en papegojliknande näbb, och på nosen hade Centrosaurus ett välutvecklat, spetsigt horn, som kan ha använts som försvar. Den hade också några böjda, mindre horn uppe på benkragen, och små utskott runt kragens kant. Centrosaurus mätte cirka 6 meter i längd, och dess levandevikt tros ha varit mellan 3 och 4 ton.
Centrosaurus horn tros ha fungerat till försvar mot fiender som Daspletosaurus. Skador på skelett antyder också att hornen kan ha använts i inbördes strider, och att kragen kan ha tjänat i uppvisningssyfte. En studie från 2009 av fossil från olika Ceratopsier har antytt att Centrosaurus stångade sina artfränder i sidan och siktade på bröstkorgen, snarare än att gå horn mot horn, som dess släkting Triceratops troligtvis gjorde.

### Taxonomi
Centrosaurus var en Ceratopsie, en behornad dinosaurie, inom familjen Ceratopsidae, som var vanligt förekommande i Nordamerika under Yngre Kritaperioden. Den ingick i underfamiljen centrosaurinae, de "kortkragade" ceratopsiderna, och hade ett mycket rörligare huvud än de långkragade ceratopsierna, chasmosaurinae. Släktet Centrosaurus delas upp i 2 arter, C. apertus och C. brinkmani.
Centrosaurus har ibland förväxlats med sin nära släkting Monoclonius. Båda släktena dateras till ungefär samma tidsålder, och är mycket lika varandra både i storlek och form på skalle med nackkrage. Forskare har tidigare haft delade åsikter om de representerar varsitt släkte eller om de är ett och samma. Numera klassificeras dock Centrosaurus som ett eget släkte.